# Masahiro Shinzato
Masahiro Shinzato (en japonés: 政博新里; Okinawa, Japón, 3 de agosto de 1950-Santos, Brasil, 11 de abril de 2024) fue un maestro japonés de karate nacionalizado brasileño. Fue presidente de la International Shorin-Ryu Karate-Do & Kobu-Do Shinshukan y Responsable Nacional de esta en Brasil. Fue presidente durante tres periodos de la Federación Paulista de Karate. Ostentó la graduación Shinshukan Karate-Do 9°Dan Hanshi.

## Biografía
Masahiro nació en Okinawa el 3 de agosto de 1950 de la familia de Yoshihide Shinzato y Tomi Shinzato, sus 2 hermanos y 5 hermanas. Sus hermanos, Hirokazu y Mitsuhide también son practicantes de karate y ostentan cargos dentro de la ISKKS.
Cuando Masahiro tenía 4 años y su hermano Hirokazu tenía 5 años, su familia emigró a Brasil años después tras la Segunda Guerra Mundial, en la que su padre sirvió por Japón cómo operador inalámbrico.
Masahiro comenzó a practicar karate con su padre en 1962, año en que se fundó la Academia Santista de Karate-Do, más tarde Shinshukan; cuando tenía 12 años. Durante los periodos de 1992, 1994 y 1997 fue Presidente de la Federación Paulista de Karate al igual que su padre. 
En 2007, el Gran Maestro Yoshihide Shinzato solicitó al Gran Maestro Katsuya Miyahira la emisión de dos certificados que otorguen a Héctor Ceballos y a Masahiro Shinzato la graduación de 9°Dan Hanshi, tales certificados fueron expedidos el 23 de noviembre de 2007 y otorgados a sus respectivos graduados el 15 de diciembre de 2007, desde tal fecha Masahiro ostenta la graduación de Shinshukan Karate-Do 9°Dan Hanshi.

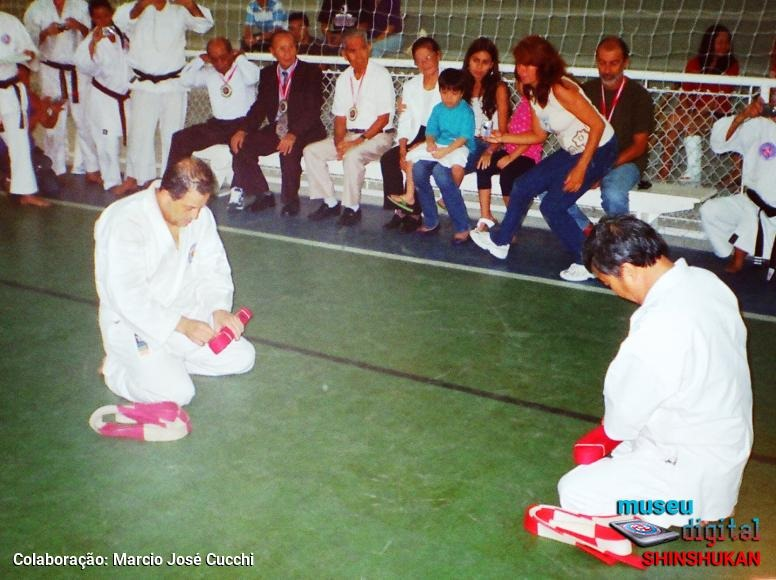
Los Maestros Héctor Ceballos y Masahiro Shinzato recibiendo su graduación de 9°Dan

Tras la muerte de su padre en 2008, junto con el Gran Maestro Héctor Ceballos, heredó la escuela y la preside hasta la fecha cómo Presidente.

Las fuentes describen a Masahiro cómo una persona que se esfuerza por mantener en pie la escuela y los valores dados por su padre a la familia Shinshukan.

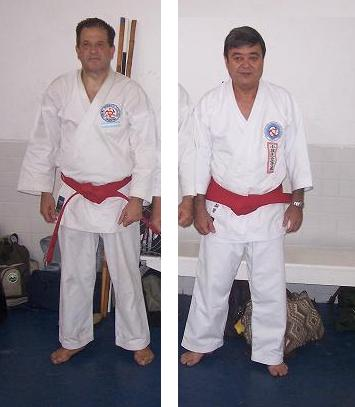
Los Grandes Maestros Héctor Ceballos y Masahiro Shinzato. Herederos de la escuela Shinshukan

Masahiro falleció el 11 de abril de 2024 en Santos, Brasil. Llegó en vida hasta la graduación de 9°Dan Hanshi de la Shinshukan cómo Presidente de esta y Responsable Nacional de Brasil.